# 久野輝純
久野 輝純（くの てるずみ、延享2年8月29日（1745年9月24日） - 文化8年1月20日（1811年2月13日））は、紀州藩田丸城代家老久野家6代当主。
父は久野俊純。母は安藤陳武の娘。正室は加納大隅守の娘。子は久野昌純。幼名は市之丞。通称は三郎左衛門。官位は従五位下・和泉守、近江守。

## 経歴
延享2年（1745年）、田丸城代久野俊純の子として生まれる。安永2年（1773年）、父の死去により家督相続する。安永4年（1775年）、従五位下・和泉守に叙任する。天明6年（1786年）、加藤良房に命じて田丸城下に小池流水練道場を開かせる。寛政8年（1796年）、近江守に遷任する。享和2年（1802年）、熊野本宮大社造営の奉行を務める。文化8年（1811年）1月20日死去。享年67。